# Mettenheim, Alzey-Worms
Mettenheim är en kommun och ort i Landkreis Alzey-Worms i förbundslandet Rheinland-Pfalz i Tyskland.
Kommunen ingår i kommunalförbundet Verbandsgemeinde Eich tillsammans med ytterligare fyra kommuner.